# Robert Daly
Robert Daly (né le 26 janvier 1978) est un athlète irlandais, spécialiste du 400 mètres.

## Biographie
Il remporte la médaille de bronze du relais 4 × 400 m lors des Championnats du monde en salle 2004, à Budapest, en compagnie de Gary Ryan, David Gillick et David McCarthy. L'équipe d'Irlande, qui établit le temps de 3 min 10 s 44, est devancée par la Jamaïque et la Russie. 

### Palmarès
| Date | Compétition                    | Lieu     | Résultat | Épreuve   |
| ---- | ------------------------------ | -------- | -------- | --------- |
| 2002 | Championnats d'Europe          | Munich   | 5e       | 4 × 400 m |
| 2004 | Championnats du monde en salle | Budapest | 3e       | 4 × 400 m |

### Records
| Épreuve | Épreuve   | Performance | Lieu      | Date            |
| ------- | --------- | ----------- | --------- | --------------- |
| 400 m   | Plein air | 45 s 98     | Dublin    | 22 juillet 2005 |
| 400 m   | Salle     | 46 s 68     | Sheffield | 18 février 2006 |